# Ветковский музей старообрядчества и белорусских традиций имени Ф. Г. Шклярова
Ветковский музей старообрядчества и белорусских традиций имени Ф. Г. Шклярова (белор. Веткаўскі музей стараабрадніцтва і беларускіх традыцый iмя Ф. Р. Шклярава) — музей в г. Ветка Гомельской области Беларуси.

## История
Основан решением Гомельского облисполкома от 30 ноября 1978 г. Открыт для посетителей 1 ноября 1987 года. В 2005 году под экспозиционные площади передано здание — дом купца Грошикова (1897 года постройки). Основу экспозиции составила личная коллекция Фёдора Григорьевича Шклярова, который стал первым директором музея. С 1988 г. директор Галина Григорьевна Нечаева.

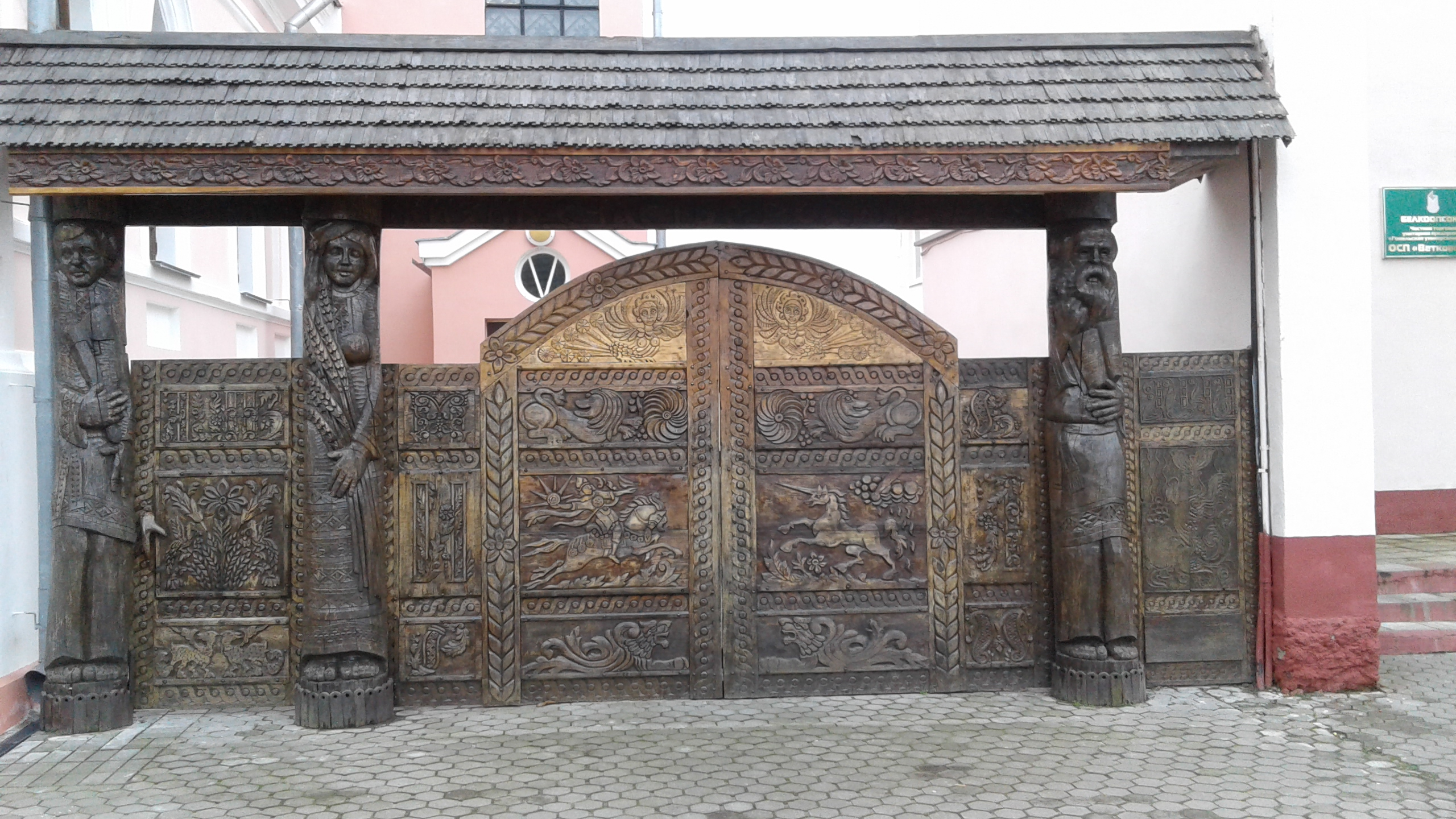
Ворота музея

Количество экспонатов на конец 2016 года — 11283 единицы хранения. Общая площадь — 454 м², экспозиционная — 380 м². Экспозиция музея располагается на 3 этажах основного здания.

## Филиалы
В Гомеле расположен Филиал Ветковского музея старообрядчества и белорусских традиций имени Ф. Г. Шклярова.

## Экспозиция
На 1-м этаже расположены экспозиции «Путешествие по истории Ветки», «Кузница», «Мастерская золотокузнецов». Первый зал посвящён историческому прошлому Ветки и легендам о её основании. Экспозиция 2-го представляет кузницу и раскрывает особенности кузнечного ремесла. Среди экспонатов 3-го зала изделия местных чеканщиков-золотокузнецов (чеканные оклады на иконы и книги), инструменты мастеров, их деловая и личная переписка и др.
На 2-м этаже в экспозиции «Народное ткачество» представлены декоративные ткани и местные убранстве одежды, которые передают особенности ткацких традиций Ветковщины. В экспозиции «Чайная» хранятся коллекции медной посуды и самоваров. В зале, посвященном иконописи, представлены работы старообрядцев, а также мастеров Ветковской и Бабичской иконописных школ: «Собор архангела Михаила», «Покров» (обе XVIII в.) из Покровского храма в Ветке, «Успение» (XVIII в.) из церкви в в. Попсуевка Ветковского района и др. В отдельных залах расположены экспозиции, которые рассказывают про местные художественные ремёсла и промыслы XVII — начала XX в.: шитье золотом и бисером, древнюю резьбу по дереву, чеканку и гравировку по металлу.
Третий этаж занимает большая экспозиция «Книжная культура Ветки». Здесь хранятся старопечатные книги XVI — начала XIX в. — «Евангелие» П. Мстиславца (1575), издания И. Фёдорова, В. Гарабурды, старообрядцев, иллюминированные евангелия XVI—XVII вв. и др., а также манускрипты XVI — начала XX в., певческие «крюковые» рукописи и др. Согласно надписям на книгах (дарственных, купеческих) составлена и экспонируется карта «Путь книг на Ветку».

## Награды
- Специальная премия Президента Республики Беларусь деятелям культуры и искусства (8 января 2009 года) — за за плодотворную работу по сохранению и пропаганде историко-культурного наследия Беларуси[4][5].
- Дипломант XXI Республиканского туристического конкурса «Познай Беларусь» в номинации «Музей года» — подноминация «Районные (городские) музеи» (15 декабря 2023 года)[6].